# Щеврик оливковий
Щеврик оливковий (Anthus hodgsoni) — вид горобцеподібних птахів родини плискових (Motacillidae).

## Назва
Вид названо на честь британського дипломата і колекціонера птахів Браяна Гоутона Годжсона (1800-1894).

## Поширення
Птах гніздиться у внутрішніх районах азійської частини Росії (від Уралу до Камчатки), у Кореї, Японії, Китаї, на півночі Монголії, а також у Гімалаях і їхніх східних передгір'ях. На зимівлю мігрує на південь до Індії та Південно-Східної Азії, досягаючи Філіппін і північного Борнео.
У зоні гніздування він віддає перевагу змішаним лісам із галявинами, особливо на пагорбах, у горах і навколишніх територіях (до 4500  метрів над рівнем моря), хоча зимує в лісах і навіть на досить відкритих сільськогосподарських угіддях.

## Опис
Птах завдовжки близько 14,5 см. Оперення його верхніх частин оливково-коричневе з темними смугами. Нижня частина білувата (з більшою кількістю рудуватих тонів на грудях, обличчі та боках) інтенсивно всіяна чорно-коричневими смугами. Має білі надбрівні смуги і дві білуваті смужки.